# Солтиси
Со́лтиси — село в Україні, в Яворівському районі Львівської області. Населення становить 63 особи. Орган місцевого самоврядування - Мостиська міська рада.